# Giuseppe Ploner
Giuseppe Ploner (ur. 30 stycznia 1959 w Santa Cristina) – włoski biegacz narciarski, srebrny medalista mistrzostw świata.

## Kariera
Nigdy nie startował na zimowych igrzyskach olimpijskich. W 1982 roku wystartował na mistrzostwach świata w Oslo zajmując ósme miejsce w biegu na 15 km techniką dowolną. Trzy lata później, podczas mistrzostw świata w Seefeld in Tirol osiągnął największy sukces w swojej karierze wspólnie z Marco Albarello, Giorgio Vanzettą i Maurilio De Zoltem zdobywając srebrny medal w sztafecie 4x10 km. Jego najlepszym indywidualnym wynikiem tych mistrzostw było dziewiąte miejsce w biegu na 30 km techniką klasyczną. Na kolejnych mistrzostwach już nie startował.
Najlepsze wyniki w Pucharze Świata uzyskał w sezonie 1981/1982, kiedy to zajął 29. miejsce w klasyfikacji generalnej. Nigdy nie stanął na podium zawodów Pucharu Świata. W 1985 roku zakończył karierę.

## Osiągnięcia

### Mistrzostwa świata
| Miejsce | Dzień       | Rok  | Miejscowość      | Konkurencja             | Czas biegu | Strata  | Zwycięzca     |
| ------- | ----------- | ---- | ---------------- | ----------------------- | ---------- | ------- | ------------- |
| 8.      | 23 lutego   | 1982 | Oslo             | 15 km stylem dowolnym   | 38:52,5    | +35,8   | Oddvar Brå    |
| 9.      | 18 stycznia | 1985 | Seefeld in Tirol | 30 km stylem klasycznym | 1:18:24,1  | +2:03,1 | Gunde Svan    |
| 15.     | 22 stycznia | 1985 | Seefeld in Tirol | 15 km stylem klasycznym | 40:42,7    | ?       | Kari Härkönen |
| 2.      | 24 stycznia | 1985 | Seefeld in Tirol | Sztafeta 4x10 km        | 1:52:21,0  | +6,5    | Norwegia      |

### Puchar Świata

#### Miejsca w klasyfikacji generalnej
- sezon 1981/1982: 29.
- sezon 1982/1983: 36.
- sezon 1984/1985: 33.

#### Miejsca na podium
Ploner nigdy nie stawał na podium zawodów Pucharu Świata.